# دایکی اومی
دایکی اومی (انگلیسی: Daiki Umei؛ زادهٔ ۵ اکتبر ۱۹۸۹) بازیکن فوتبال اهل ژاپن است.
از باشگاه‌هایی که در آن بازی کرده‌است می‌توان به باشگاه فوتبال یوکوهاما مارینوس اشاره کرد.
وی همچنین در تیم ملی فوتبال زیر ۱۸ سال ژاپن بازی کرده‌است.